# Bust-A-Move Universe
Bust-A-Move Universe (Tobidasu! Puzzle Bobble 3D i Japan), även känd som Puzzle Bobble Universe, är ett pusselspel utvecklat av Arika och publicerat av Square Enix för Nintendo 3DS. Spelet visades först i den brasilianska speltidningen Nintendo World 2011. Spelet släpptes i Japan som en lanseringstitel den 26 februari 2011 och i Europa den 22 april 2011.

## Gameplay
Bust-A-Move Universe liknar sina föregångare i att målet är att ansluta tre kulor av samma färg för att få dem att försvinna. Det finns fyra spellägen: Boss Battles, 100-second, 300-second och Challenge Mode.

## Utveckling
Spelet visades först på Nintendo World 2011. Det avslöjades senare att spelet skulle bli en japansk lanseringstitel till Nintendo 3DS.